# Tomeu Canyelles Canyelles
Bartomeu Canyelles Canyelles (Pòrtol, 1 de febrer de 1984), és un historiador, investigador, músic i comunicador mallorquí. Premi Ciutat de Palma 2019 d'investigació.
És doctor en Història Contemporània per la Universitat de les Illes Balears i màster en Comunicació pel CESAG-UIB. Forma part del Consell Executiu del Centre d'Estudis i Documentació Contemporània i col·laborador del Grup d'Estudi de la Cultura, la Societat i la Política al Món Contemporani de la UIB. Ha col·laborat amb mitjans com Última Hora, dBalears, Ara Balears, Vice i MondoSonoro, entre d'altres. L'any 2012 a ser membre fundador del projecte 40putes, un mitjà de referència de la cultura mallorquina no oficial.
La seva obra, centrada en els estudis en els impactes socials del turisme, la moral, la música, la contracultura o la marginalitat, ha estat prologada per Guillem Frontera, Miqui Otero, Gabriel Janer Manila o Josep Antoni Grimalt. En els darrers anys ha desenvolupat una intensa trajectòria en el món de la ràdio com a col·laborador d'Ona Mallorca i d'IB3-Ràdio i també com a director i presentador d'espais culturals a BN Mallorca i a Ràdio Marratxí.
A finals de 2019 va ser nomenat director editorial de la Nova Editorial Moll, presentada oficialment el 2 de desembre de 2019.
Com a músic, Tomeu Canyelles ha format part de les agrupacions musicals Marasme i Forces Elèctriques d'Andorra (FEA), entre d'altres.

## Obra
- 2013 Beatles made in Mallorca. La recepció insular de la música beat (amb Francesc Vicenç Vidal)
- 2014 Breu història del punk a Mallorca
- 2015 Bonet de Sant Pere: El duc del swing
- 2015 Els picadors mallorquins. Seductors i seduïts durant el boom turístic.
- 2016 L'illa desvestida. Moralitat contra nuesa a les platges mallorquines.
- 2016 Grano a grano. Historia de Salinera Española (1871-2015)
- 2017 L'objecte sonor. Seixanta anys de grafisme musical a Mallorca (amb Tomeu Mulet).
- 2018 Bellver, presó franquista (amb Aina Ferrero-Horrach).
- 2019 L'etern i enigmàtic no ésser. Anotacions marginals de Llorenç Villalonga.
- 2019 ¡Esta es nuestra guerra! Crónica oral del punk en Mallorca.
- 2020 Magaluf, més enllà del mite (amb Gabriel Vives Ferrer)
- 2020 Ahir enterràrem un nin a Ciutat. Vida i mort de Chocolate (1965-1978).
- 2022 L'infern d'en Joan de Can Puig. Un mallorquí als camps de concentració nazis (amb Michel Llompart Ballester)
- 2023 Tacats de desig. Oci i erotisme a les Illes Balears.